# Голицына, Варвара Васильевна
Княгиня  Варвара Васильевна Голицына, урождённая Энгельгардт (12 марта 1757 — 2 мая 1815) — племянница и любовница князя Потёмкина, фрейлина императрицы Екатерины II, переводчица с французского.

## Биография

### Потёмкин
Одновременно со своими четырьмя сёстрами, в числе которых были старшая Александра и младшая Татьяна, она появилась при дворе в 1775 году. В 1777 была пожалована во фрейлины. Варвара, как считается, была первой из сестёр, на кого Потёмкин обратил своё внимание. Фрагменты их переписки, рисующие их личные отношения в 1777—1779, см. в Русской старине, 1875, № 3.

Матушка, Варинька, душа моя; жизнь моя, — писал Потёмкин Варваре. — Ты заспалась, дурочка, и ничего не помнишь. Я, идучи от тебя, тебя укладывал и разцеловал, и одел шлафраком и одеялом, и перекрестил <…> Ангел мой, твоя ласка столько же мне приятна, как любезна. Друг безценный, сочти мою любовь к себе и увидишь, что ты моя жизнь и утеха, мой ангел; я тебя целую без счета, а думаю ещё больше.
— Кн. Григорий Александрович Потёмкин-Таврический. 1739—1791 // Русская старина, 1875. — Т. 12. — № 3. — С. 481—522
Он называет её «сокровищем», «божественной Варюшкой», «сладкими губками», «любовницей нежной».
Через какое-то время начинаются ссоры: «Напрасно вы меня так ласкаете, — заявляет она. — Я уже не есть так, которая была […] Послушайте, я теперь вам серьёзно говорю, если вы помните Бога, если вы, когда-нибудь, меня любили, то, прошу вас, забудьте меня на веки, а я уж решилась, чтобы оставить вас. Желаю, чтобы вы были любимы тою, которую иметь будете; но, верно знаю, что никто вас столь же любить не может, сколько я».
Лев Толстой передавал семейное предание: «Про деда [прототипа старого князя Болконского] я знаю то, что, достигнув высоких чинов генерал-аншефа при Екатерине, он вдруг потерял своё положение вследствие отказа жениться на племяннице и любовнице Потёмкина Вареньке Энгельгардт. На предложение Потёмкина он отвечал: „С чего он взял, чтобы я женился на его б…“».
Связь с Потёмкиным прекратилась одновременно с отъездом его на юг и влюблённостью Вареньки в Сергея Голицына, за которого она вышла замуж 27 января 1779 года. Потёмкин, однако, продолжал ей покровительствовать и завещал ей село Казацкое и другие имения в Новороссии. Когда Потёмкин умер у Ясс, Голицына ездила туда на похороны.

### Жизнь в браке
Вышла замуж за генерала Сергея Фёдоровича Голицына, участника осады Очакова в январе 1779 г. и родила 10 сыновей.
Жила в Петербурге и в саратовском имении Зубриловка; в 1797—1800 годы — в Казацком; с 1804 году окончательно поселилась в Зубриловке, приезжая на зиму в Москву, где у неё был дом на углу Воздвиженки и Никитского бульвара. Живший в этом доме Ф. Ф. Вигель описывает её как властолюбивую, вспыльчивую и взбалмошную.
К портрету В. В. Энгельгардт
Благоприятный нрав, черты твои прекрасны

Обворожают всех в единый миг собой;

Без рассуждения сердца тебе подвластны,

И с рассуждением всем плен приятен твой.
Была близко знакома с Державиным, в ту пору тамбовским губернатором. Усадьба Голицыных Зубриловка находилась в 150 верстах от Тамбова, и Голицына стала душой культурного провинциального центра. Была известна своей красотой и не раз воспета Державиным, бывавшим в её имении (например, стихотворение «Осень во время осады Очакова», 1788). Также Державин, называвший её «Пленирой сердцем и умом», посвятил ей четверостишье «К портрету В. В. Энгельгарт». Когда в Тамбове Державин открыл народное училище, то «…В. В. Голицына пожертвовала в училище собрание кремнистых пород камней, из коих примечания достойны, как редкостию, так и величиною — топазовые, калцедоновые, сердоликовые…».
Державин пользовался посредничеством Голицыной в своих обращениях к Потёмкину. Голицыны сыграли значительную роль в судьбе Державина, явились для него мощной поддержкой именно в тамбовский и последующие периоды его жизни. Счастливым исходом своего дела Державин обязан заступничеству Варвары Васильевны, покровительству Сергея Фёдоровича и благосклонности князя Потёмкина, именно Зубриловка, после отставки с поста наместника, приютила опального поэта и его супругу. Кроме того, с 1797 года Крылов, поступивший секретарем к С. Ф. Голицыну, жил в Казацком, малороссийском имении Голицыных, обучая их детей. Отец Рылеева, Федор Андреевич, служил главноуправляющим имениями княгини Голицыной, и когда он умер в начале 1814 г., княгиня Варвара Васильевна сделала на него начет в 80000 рублей. Бедную семью Рылеева этот начет окончательно подкосил; всю свою жизнь старался он снять с наследственного имущества это тяжелое бремя, но дело было окончено только после его смерти.
Марья Павловна Сумарокова, (отец которой, племянник известного писателя, служил в Преображенском полку под начальством князя Сергея Федоровича и женился на его двоюродной сестре, княжне Марье Васильевне Голицыной) была воспитанницей в доме Голицыных вместе с братом. Отец их, будучи принужден оставить службу, находился тогда вместе с ними в Казацком. Мать этих детей была в таком болезненном состоянии, что не могла сама заботиться об их воспитании и не последовала за ними. Также в этом доме воспитывался «приёмыш» Сергея Федоровича (внебрачный сын?) по фамилии Таманский.
В 1800 году купила у сестры Александры Браницкой 12 тысяч десятин земли в Херсонской губернии, перевезла в 1801 году крестьян из Казацкого и основала село Варваровка на Буге с господским домом, церковью, переправою.

Когда Сергей Федорович скончался, их сыновья в прошении на имя государя изъявили желание передать имение в её полное распоряжение, предоставив Варваре Васильевне право продажи, залога, раздела и выделения дохода с имения тогда, когда она посчитает нужным. Но княгиня в память о муже построила каменную богадельню в стиле позднего классицизма и передала все хозяйство сыну Федору. На том месте, где Варвара Васильевна прожила последние годы, её дети воздвигли мемориальную часовню в форме усеченной пирамиды, сохранившуюся до наших дней. Она собиралась уйти в монастырь, о чём известно из дневника Марии Николаевны Волконской. 
Также сохранилась её переписка с дальним родственником П. С. Потёмкиным, саратовским генерал-губернатором.
Похоронена в Зубриловке в церкви Преображения, в приделе воскресения Лазаря. На том месте, где она внезапно от сердечного приступа скончалась, была поставлена монументальная часовня в форме усечённой пирамиды.

## Дети
1. Григорий (1779—1848). Крещён в честь Потёмкина, который был его восприемником и, по грязным сплетням, настоящим отцом.
2. Федор (1781—1826)
3. Сергей (1783—1833)
4. Михаил (1784—1807)
5. Захар (1785—1792)
6. Николай (1787—1803)
7. Павел (1788—1838)
8. Александр (1789—1858)
9. Василий (1792—1856), женат на Елене Александровне Суворовой, ур. Нарышкиной (1785—1855)
10. Владимир (1794—1862), удочерил Марию (в зам. Нелидову), возможно, свою внебрачную дочь Варвары Туркестановой.

Кроме того, Львом Толстым в воспоминаниях о своей семье упоминается её сын Лев. Мать писателя была с ним помолвлена, но свадьба не состоялась, потому что жених умер от горячки перед свадьбой. Толстой говорит, что его мать питала к покойному юношескую влюблённость, и своё имя он получил в честь него.
Также имеются сведения, что в честь рано умершей дочери в Зубриловке была построена «Башня-руина Ольги».
Будущий мемуарист Филипп Вигель воспитывался вместе с детьми Голицыной, которая состояла в приятельских отношениях с его матерью. По словам Вигеля, «многочисленность её семейства и разные учители делали из её дома настоящий пансион».
- Григорий
- Фёдор
- Сергей
- Александр
- Василий
- Владимир

## Произведения
Ей принадлежит перевод романа французского писателя Б. Эмбера «Заблуждения от любви, или Письма от Фанелии и Мильфорта» (Тамбов, 1790; посв. С. Ф. Голицыну; «Les égarements de l’amour», par M-me** (Embert)), который она издала с посвящением мужу.

## Изображения
Портреты работы Фюгера (Берлинский национальный музей), Лампи-старшего (Казацкое), неизвестного художника (собств. А. П. Энгельгарта).